# 스테퍼니 제이컵슨
스테퍼니 제이컵슨(Stephanie Jacobsen, 1980년 6월 22일 ~ )은 오스트레일리아의 배우이다.

## 출연 작품
- 아큐페이션 (2018)
- 알렉스 크로스 (2012)
- 쓰리 인치 (2011)
- 두 남자와 1/2 시즌9 (2011)
- 퀀텀 아포칼립스 (2010)
- 악마의 무덤 (2009)
- 터미네이터 시리즈 - 사라 코너 연대기 (2008)
- 배틀스타 갤럭티카: 레이저 (2007)
- 홈 앤 어웨이 (1988)